# سباق طواف فرنسا 1988
سباق طواف فرنسا 1988 من سلسلة سباقات سباق طواف فرنسا. أقيم هذا السباق في تاريخ 4-24 يوليو 1988 على 22+Prelude مراحل. بعد مرور 84 ساعة و27 دقيقة و53 ثانية وبعد طي 3281.5 كم بمتوسط 38.909 كم في الساعة فاز بالميدالية الذهبية بيدرو ديلغادو من إسبانيا، فيما حصد ستيفن روكس من هولندا الميدالية الفضية، وكانت الميدالية البرونزية من نصيب فابيو بارا من كولومبيا.

## الميداليات
| ذهب                     | فضة                 | برونز                 |
| بيدرو ديلغادو - إسبانيا | ستيفن روكس - هولندا | فابيو بارا - كولومبيا |